# Кид Кади
Скотт Рэмон Сидже́ро Ме́скади (англ. Scott Ramon Seguro Mescudi; род. 30 января 1984, Кливленд, Огайо), более известный под сценическим псевдонимом Кид Кади (англ. Kid Cudi), — американский рэпер (певец, автор песен, гитарист), музыкальный продюсер и актёр. Он широко признан как человек, оказавший влияние на несколько современных хип-хоп и альтернативных культур. Кади начал получать большое признание после выпуска своего первого официального полноформатного проекта, микстейпа под названием «A Kid Named Cudi» (2008), который привлек внимание американского музыканта Канье Уэста, который впоследствии подписал контракт с Кади на свой лейбл GOOD Music к концу 2008 года.
В начале 2008 года Кади получил известность с выпуском своего коммерческого дебютного сингла «Day 'n' Nite», который стал мировым хитом. Позже песня была включена в дебютный студийный альбом Кади Man on the Moon: The End of Day (2009), который в итоге был сертифицирован Американской ассоциацией звукозаписывающей индустрии (RIAA) как дважды платиновый в 2017 году. В 2010 году Кади выпустил свой второй альбом «Man on the Moon II: The Legend of Mr. Rager» и создал рок-группу WZRD со своим давним соавтором Dot da Genius. Их одноимённый дебютный альбом (2012) дебютировал на первом месте в чарте лучших рок-альбомов Billboard.
С тех пор Кади выпустил сольные альбомы Indicud (2013), Satellite Flight: The Journey to Mother Moon (2014), Speedin' Bullet 2 Heaven (2015), Passion, Pain & Demon Slayin' (2016) и Man on the Moon III: The Chosen (2020). Совместный альбом Кади с Канье Уэстом под одноимённым названием «KIDS SEE GHOSTS» (2018) был встречен широкой критикой и был назван одним из лучших альбомов 2018 года. В 2020 году Кади заработал свою первую песню номер один в американском чарте Billboard Hot 100 с «The Scotts», в сотрудничестве с хьюстонским рэпером Трэвисом Скоттом.
Кади продал 22 миллиона сертифицированных пластинок в Соединённых Штатах и получил две премии «Грэмми». Он работал со многими известными артистами музыкальной индустрии, такими как Jay-Z, Eminem, Snoop Dogg, Kendrick Lamar, David Guetta, Steve Aoki, MGMT, Mary J. Blige, и Michael Bolton, среди прочих.
Подписав контракт с GOOD Music, Кади с тех пор запустил свои собственные лейблы Vanity, ныне распущенный Dream On и текущий лейбл, Wicked Awesome Records.
Кади также дебютировал как актёр, снявшись в сериале HBO «Как преуспеть в Америке». С тех пор он снялся в нескольких художественных фильмах, в том числе «Прощай, мир» (2013), «Need for Speed: Жажда скорости» (2014), «Красавцы» (2015) и «Билл и Тед снова в деле» (2020). Кроме того, он выступал в таких телевизионных шоу, как «Холм одного дерева», «Шоу Кливленда», «Бруклин 9-9» и «Мир Дикого Запада». В 2020 году исполнил одну из центральных ролей в мини-сериале Луки Гуаданьино «Мы те, кто мы есть».

## Детство и юность
Кид Кади родился в Кливленде, штат Огайо, 30 января 1984 года. Он вырос в Шейкер-Хайтс и Солоне. У него есть два старших брата, Доминго и Дин, и старшая сестра Майша. Его мать, Элси Харриет (урождённая Бэнкс), является преподавателем афроамериканского школьного хора в средней школе Роксборо в Кливленд-Хайтс, штат Огайо. Его отец, Линдберг Стайлз Мескуди, был маляром, учителем-заменителем и ветераном ВВС Второй мировой войны афроамериканского и мексиканского происхождения.
Когда Кади было 11 лет, его отец умер от рака; его уход оказал значительное влияние на личность и музыку Кади. Кади учился в средней школе Шейкер-Хайтс в течение двух лет, прежде чем перевестись в среднюю школу Солона. Его исключили из школы за угрозу ударить директора, и позже он получил аттестат зрелости. Он изучал кинематограф в Университете Толедо, но бросил учёбу через год. Его последующий план присоединиться к военно-морскому флоту не удался из-за его послужного списка в полиции по делам несовершеннолетних.

## Музыкальная карьера

### 2003—2008: Начало в Нью-Йорке

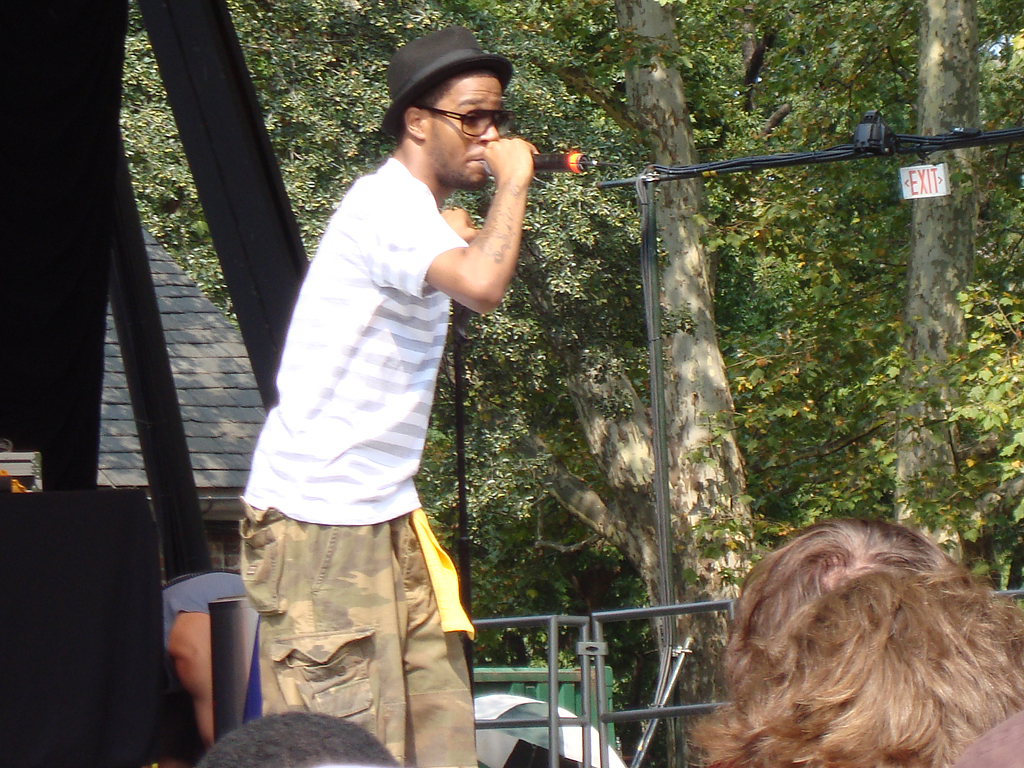
Кид Кади выступает на летней сцене в июле 2008 года

Кади впервые начал читать рэп в 2003 году, ближе к концу своего обучения в средней школе, и был вдохновлен альтернативными хип-хоп группами, такими как Pharcyde и A Tribe Called Quest. Позже он переехал в Нью-Йорк, чтобы продолжить музыкальную карьеру. Покинув Кливленд в 2005 году с 500 долларами и демозаписью, он переехал к своему дяде, опытному джазовому барабанщику Калилу Мади, в Южный Бронкс. Он работал в паре магазинов одежды на Манхэттене, прежде чем в конце концов поселился в квартире с другом и сотрудником Dot da Genius в Бруклине.
В 2006 году Кади столкнулся со своим будущим наставником, рэпером и продюсером Канье Уэстом, в мегасторе Virgin. Он рассказал в интервью SPIN 2009 года: «Я смотрел на компакт-диски, увидел отблеск фигуры Иисуса в правой части глаза, поднял глаза, и это был Канье Уэст». Он представился и предложил Уэсту кое-что из своей музыки. Позже Кади снова столкнулся с Уэстом, работая в магазине BAPE в Нью-Йорке, и вспоминал: «Я помню, как однажды пришёл Канье, и я помог ему купить пару вещей. Я забыл снять датчик с одной из курток, которые он купил, и мне пришлось выбежать из магазина, чтобы поймать его до того, как он уйдёт. Довольно забавно, что я гонялся за ним в Сохо».
В 2007 году песня Кид Кади «Day 'n' Nite» начала публиковаться в нескольких музыкальных блогах после того, как он загрузил песню на свою страницу в MySpace. Ранние работы Кади продолжались, чтобы привлечь внимание Канье Уэста, чей тогдашний менеджер Плейн Пэт познакомил его с музыкой Кади, что впоследствии привело Уэста к подписанию Кади на его GOOD Music позже в том же году. В июле 2008 года Kid Cudi выпустил свой первый микстейп «A Kid Named Cudi» (исполнительный продюсер Плейн Пэт и Эмиль Хейни) в сотрудничестве с нью-йоркским брендом уличной одежды 10.Deep, бесплатно.
Канье Уэст впервые позвал Кади на хуки для американского рэпера и магната Jay-Z, и, находясь в студии, Кади и Уэст перешли от работы над «The Blueprint 3» (2009) к R&B-образному 808s & Heartbreak Уэста (2008). Помощь Кади в последнем включает в себя соавторство в написании титров и/или вокала на «Heartless», «Welcome to Heartbreak», «Paranoid» и «RoboCop». Кид Кади был выдающимся автором песен и исполнителем 808s & Heartbreak, причем «Paranoid» и «Heartless» были выпущены в качестве синглов, в то время как «Welcome to Heartbreak» был записан как альбом и достиг 87-го места в поп-100.
Первое телевизионное выступление Кида Кади состоялось в 2008 году на MTV Video Music Awards вместе с Трэвисом Баркером DJ AM. Кади продвигался как художник, за которым следили в таких СМИ, как Rolling Stone, Vibe, The Source, XXL и BBC News в 2009 году. MTV News сообщил о Кади в серии репортажей под названием «MC, которые нужно посмотреть в 2009 году».

### 2009—2010: серия альбомов «Man on the Moon»

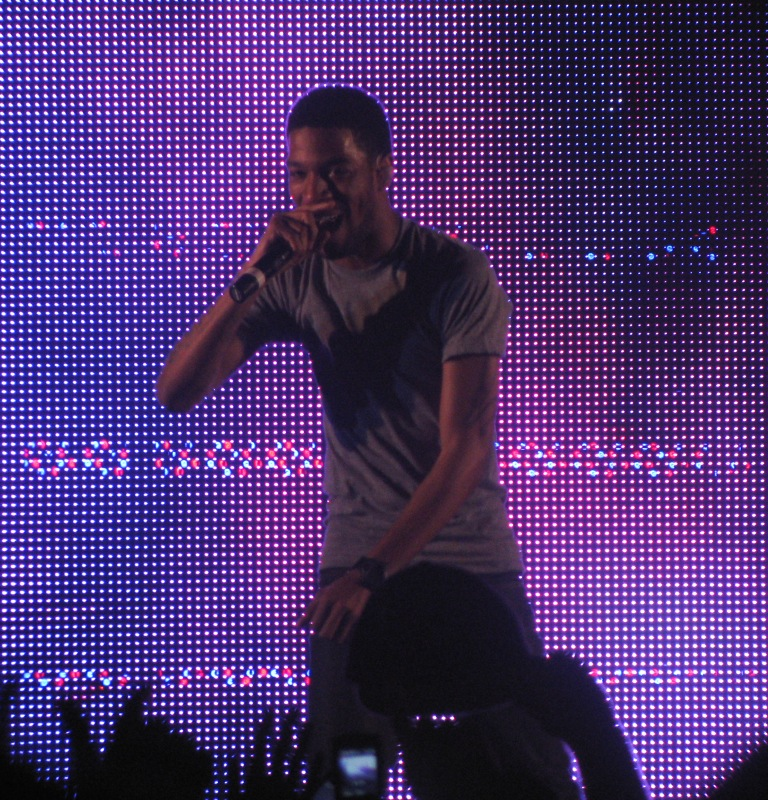
Выступление Кид Кади в августе 2009 года

В конце 2008 года выяснилось, что Кади был включен в ежегодный топ фрэшменов журнала XXL 2009 года. Он был показан на обложке вместе с другими подающими надежды рэперами Asher Roth, Wale, B.o.B, Charles Hamilton, Cory Gunz, Blu, Mickey Factz, Ace Hood и Curren$y. 17 февраля 2009 года он появился в ток-шоу Snoop Dogg на MTV ток-шоу Dogg After Dark, исполнив «Day 'n' Nite» в конце шоу. Два дня спустя, 19 февраля 2009 года, Кади появился на «BET’s 106 & Park» вместе с Канье Уэстом, чтобы презентовать музыкальное видео «Day 'n' Nite». 25 февраля 2009 года Кади самостоятельно опубликовал трейлер-тизер для предстоящего фильма «Трансформеры: Месть падших», используя свою песню «Sky Might Fall» на заднем плане; позже он написал, что сам сделал трейлер и вел переговоры о том, чтобы, возможно, сделать его официальным.
В феврале 2009 года Кид Кади также появился в эпизодической роли рядом с Solange в клипе на её песню «T.O.N.Y.». 16 марта 2009 года Кид Кади выступил на специальных весенних каникулах mtvU, а на следующий день он исполнил три песни на последнем звонке NBC с Carson Daly. Кади объединился с партнёром и продюсером Эмилем Хейни, чтобы выпустить эксклюзивный сингл под названием «Switchin Lanes» для видеоигры Midnight Club: Los Angeles, являющейся частью загружаемого контента «South Central Premium Upgrade» (DLC), который вышел 19 марта 2009 года для PlayStation 3 и 27 марта 2009 года для Xbox 360. Он также появился в качестве музыкального гостя на «Late Show with David Letterman and Jimmy Kimmel Live!». В июне 2009 года он снялся в эпизодической роли в клипе Black Eyed Peas на песню «I Gotta Feeling» вместе с David Guetta, где они впервые встретились и впоследствии записали свой международный хит «Memories». В 2009 году он также был на обложках двух журналов, Complex (август/сентябрь 2009 года) и URB (август 2009 года).

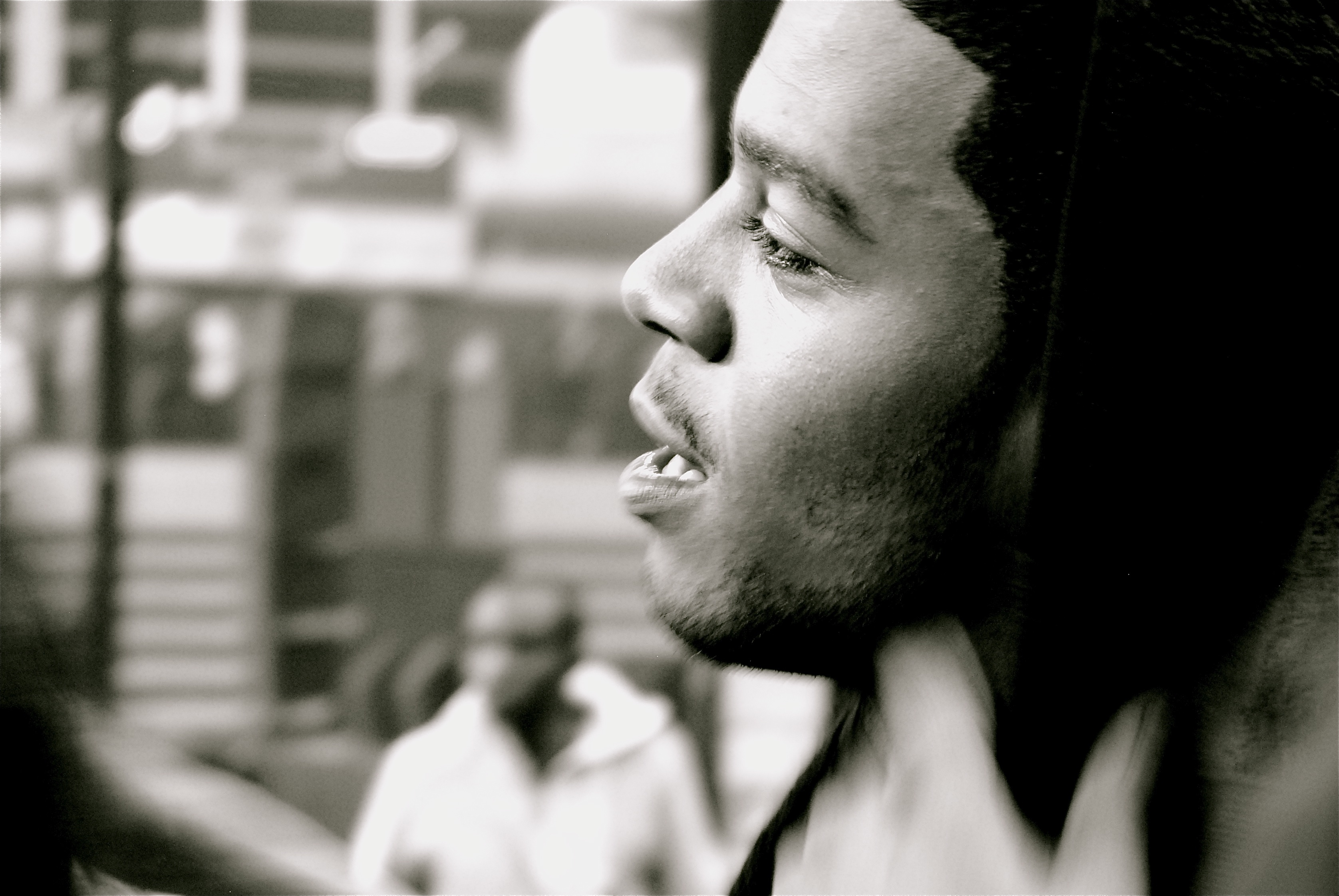
Выступление Кид Кади в сентябре 2009 года

Он раскрыл информацию о своих планах на будущее в своем блоге, заявив, что за возможным совместным альбомом с Chip tha Ripper может последовать совместный проект с электронным рок-дуэтом Ratatat. 5 мая 2009 года ирано-американский прогрессивный хаус DJ Sharam выпустил «She Came Along», ведущий сингл со своего дебютного студийного альбома «Get Wild» (2009). Песня с участием Кади в течение 15 недель входила в Топ-40 болгарских синглов. Он вошёл в график на позиции 40 на неделе 30/2009, и его последнее появление было на неделе 44/2009. Он достиг пика на 11-м месте, где оставался в течение одной недели.
Летом 2009 года Кади присоединился к другим начинающим рэперам Asher Roth и B.o.B. в концертном туре «The Great Hangover». В конце 2009 года Кид Кади был представлен на долгожданном альбоме Jay-Z «The Blueprint 3» с песней «Already Home». 14 сентября 2009 года BET представила профиль восходящих икон Kid Cudi. Во время 30-минутного шоу Кади исполнил «CuDi Zone», «Mr. Solo Dolo», «Day 'n' Nite» и «Make Her Say». Кади также рассказал о своем детстве, о своем переезде в Нью-Йорк, чтобы начать карьеру художника, и о многом другом.
Дебютный альбом Кади «Man on the Moon: The End of Day» был выпущен на лейбле Universal Motown 15 сентября 2009 года и разошёлся тиражом 104 419 копий за первую неделю и занял 4-е место в чарте. Главный сингл альбома «Day 'n' Nite», самый большой коммерческий успех Кид Кади на сегодняшний день, хорошо зарекомендовал себя как в США, так и в Европе. Вторым выпущенным синглом был «Make Her Say» (первоначально он назывался «I Poke Her Face»), в котором представлен образец хитового сингла Леди Гаги «Poker Face» и выступления Канье Уэста и Common. Common также фигурировал на протяжении всего альбома в качестве рассказчика.
В сентябре 2009 года Кади был одним из хедлайнеров концерта 50 Cent «50 Fest» вместе с другим американским рэпером Wale. В интервью в конце 2009 года Кади объявил, что продолжением его дебютного альбома станет сборник под названием «Cudder and the Revolution of Evolution», в котором будет много совместных работ. Он заявил, что уже записал песни со Snoop Dogg, Трэвисом Баркером, Clipse, Cage and Pharrell, а также хотел бы поработать над альбомом с Дрейком, Green Day, Kings of Leon, Robin Thicke, The Killers и The Postal Service. Также ходили слухи, что за «Man on the Moon: The End of Day» последует продолжение под названием «Man on the Moon: The Ghost in the Machine» и что серия «Man on the Moon» станет трилогией. Кид Кади был номинирован на три премии Грэмми 2010 года за свои синглы «Day 'n' Nite» и «Make Her Say».

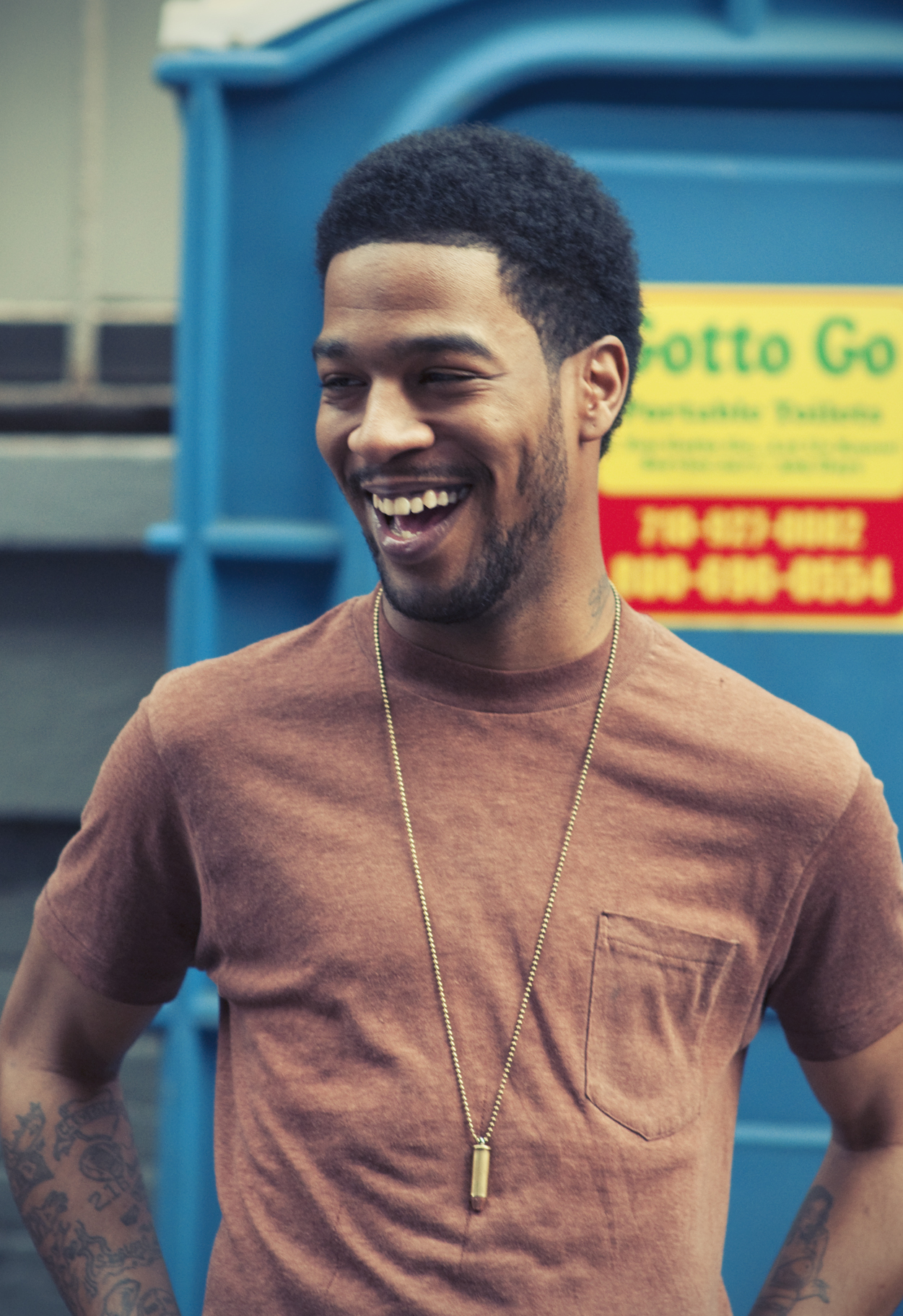
Кади в апреле 2010 года

В январе 2010 года Кади выпустил третий и последний сингл «Man on the Moon: The End of Day» «Pursuit of Happiness», который в конечном итоге был сертифицирован RIAA как платиновый. В 2010 году Кид Кади был показан в переиздании Snoop Dogg «Malice n Wonderland» под названием «More Malice» на ведущем сингле «That Tree». Кади также объединился с независимым художником Johnny Polygon, чтобы сделать ремикс на песню Polygon «The Riot Song», которая появилась на его микстейпе «Rebel Without Applause» (2010). 20 апреля 2010 года Кид Кади объявил, что его второй альбом будет называться не «Cudder and the Revolution of Evolution», а «Man on the Moon II: The Legend of Mr. Rager».
11 июня 2010 года Кид Кади был арестован в районе Челси района Манхэттен в Нью-Йорке и обвинен в совершении тяжкого уголовного преступления и хранении запрещенного вещества. Несмотря на арест, он был освобожден и добрался до Манчестера, штат Теннесси, как раз вовремя, чтобы сыграть в Боннару.
В мае 2010 года американская обувная компания Converse запустила кампанию «You're It», в которой были представлены 23 художника со всего мира в серии веб-шорт. В кампании приняли участие художники из 13 разных стран, включая Кид Кади. В этом коротком рассказе Converse возвращается к корням Кади, как художника в его родном городе Кливленде, штат Огайо. Цель кампании состояла в том, чтобы привлечь внимание широких слоев мирового рынка Converse и представить художников завтрашнего дня.
В июне 2010 года Converse продвигал роль катализатора творчества, объединив трех музыкантов из разных жанров, чтобы сформировать уникальное сотрудничество, известное как «Three Artists. One Song». Конверс объединился с Кади вместе с Ростамом Батманглием из Vampire Weekend и Бетани Косентино из Best Coast, чтобы спродюсировать песню под названием «All Summer». В дополнение к сотрудничеству над треком, каждый из артистов также участвовал в создании музыкального видео, которое было выпущено позже тем летом.
Ведущий сингл со второго студийного альбома Кади под названием «Erase Me», в котором играет Канье Уэст, был спродюсирован Джимом Джонсином. Песня дебютировала на радиостанции Кливленда 30 июня 2010 года и была официально выпущена на радио Rhythm/Crossover 17 августа 2010 года. Заглавный трек «Mr. Rager» был выпущен в качестве второго сингла альбома незадолго до выхода альбома. Альбом, выпущенный 9 ноября 2010 года, дебютировал на третьем месте в американском чарте Billboard 200 с продажами за первую неделю в 169 000 копий. На второй неделе он пересек отметку в 200 000 продаж.
В 2010 году Кид Кади появился на нескольких песнях для еженедельной бесплатной раздачи музыки своего наставника Канье Уэста GOOD Fridays; «Good Friday», «Christian Dior Denim Flow» and «The Joy», последняя из которых позже стала бонус-треком на совместном альбоме Jay-Z и Канье Уэста «Watch the Throne» (2011).

### 2011—2012: Новое направление с WZRD и Wicked Awesome
В октябре 2010 года Кади объявил, что он создаст рок-группу с частным соавтором Dot da Genius, предварительно названную Wizard. В начале 2011 года он объявил, что выпустит микстейп под названием «A Man Named Scott», напоминающий его название «A Kid Named Cudi», до выхода рок-альбома. 26 февраля 2011 года Кади зашёл в свой аккаунт в Twitter, чтобы объявить, что звукозаписывающий лейбл Dream On, который он запустил ещё в 2009 году с партнёрами Патриком «Плейн Пэтом» Рейнольдсом и продюсером Эмилем Хейни, был распущен. Однако в интервью журналу Complex Кади объяснил, что они всё ещё были в хороших отношениях: «Я хотел попробовать что-то новое, и я хотел взять всё под свой контроль. Это всё ещё мои ребята, Пэт и Эмиль, и я всё ещё собираюсь работать с ними в будущем. Когда мы начнем работать над „Man on the Moon III“, я позвоню им, чтобы узнать, хотят ли они принять в этом участие. Я знаю, что Эмиль определённо подавлен. У нас была проблема, но мы мужчины, и мы смогли разобраться в ней и двигаться вперёд. Здесь нет никаких обид».
В марте 2011 года Кади объявил, что весной будет выпущен клип на песню «Marijuana», а летом — клип на песню «Mr. Rager», затем он выпустит короткометражный фильм режиссёра Шайи ЛаБафа, вдохновленный его песней «Maniac», с Кейджем, в октябре 2011 года. В апреле 2011 года, выступая в нью-йоркском бальном зале Roseland, Кид Кади объявил, что запускает свой собственный звукозаписывающий лейбл. Новый лейбл, на котором он выпустит свой третий студийный альбом, называется Wicked Awesome Records. Он также переименовал свою группу по тому же поводу в «2 Be Continuum», переименовав её из оригинального мастера. Кид Кади объяснил свои рассуждения так: «Мне нужно было что-то более оригинальное, что-то другое, но это всё равно волшебство во всей красе». В 2011 году Кади получил место автора песен на дебютном альбоме английской певицы Natalia Kills «Perfectionist» для песни «Free».

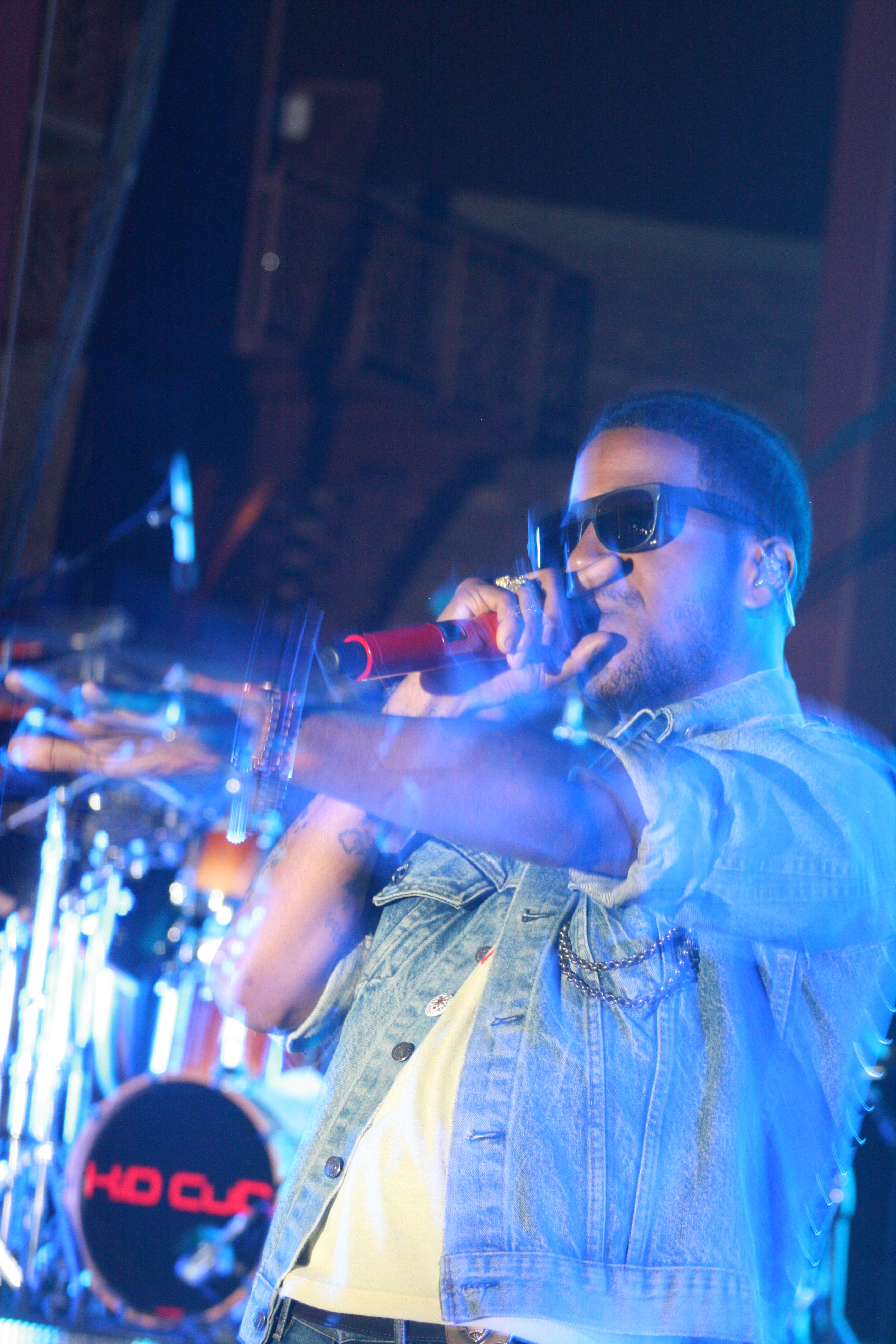
Выступление Кид Кади на Всемирном танцевальном фестивале 2011 года

12 августа 2011 года Кид Кади выпустил клип на песню «No One Believes Me», снятый режиссёром «Fright Night» Крейгом Гиллеспи. Песня, спродюсированная Dot da Genius, включает в себя пение Кади и содержит элементы рок-музыки. 21 августа Кади объявил, что больше не будет выпускать микстейп «A Man Named Scott», чтобы сосредоточиться на своем рок-проекте и своем третьем сольном альбоме «Man on the Moon III». Кид Кади выпустил клип на заглавный трек своего второго альбома «Mr. Rager» 8 сентября 2011 года. Видео получило исключительно положительные отзывы как от критиков, так и от поклонников.
Несмотря на то, что он сказал, что не будет делать ещё много функций для других артистов в обложке журнала Complex в октябре/ноябре 2011 года, Кади появился на втором альбоме Bryan Greenberg «We Don't Have Forever» (2011), сольном дебюте Трэвиса Баркера «Give the Drummer Some» (2011), «The Knux's Eraser» (2011) и Wale «Ambition» (2011) соответственно. 30 октября 2011 года Кади выпустил в своем блоге «Maniac», короткометражный фильм ужасов с участием коллеги — американского рэпера Кейджа и режиссёра американского актёра Шайи Лабафа. 13 ноября 2011 года ранее неизданная демозапись Cudi, записанная с 2002 по 2003 год под псевдонимом Kid Mesc под названием «Rap Hard», просочилась в Интернет. В Твиттере Кади написал: «На самом деле я никогда не хотел, чтобы кто-нибудь когда-либо слышал эти песни, но это круто. Ха».
18 ноября 2011 года Кади во второй раз переименовал свою группу в WZRD (произносится как W-Z-R-D). Он также объявил, что предстоящий рок-проект будет выпущен в его 28-й день рождения, 30 января 2012 года. В конце 2011 года Кади был упомянут в вирусном видео блоггера Бена Бридлава о его предсмертном опыте. После смерти Бридлава 26 декабря 2011 года Кади прокомментировал свои мысли о том, как вдохновить молодого парня. «Мне так грустно из-за Бена Бридлава», — написал Кид Кади в своем блоге на Tumblr. «Я посмотрел видео, которое он оставил для всеобщего обозрения, и то, что он увидел меня в деталях, в его видении действительно согрело мое сердце. Я сломлен, до слез, потому что ненавижу, как несправедлива жизнь. Это действительно тронуло мое сердце так, как я не могу описать, вот почему я делаю то, что я делаю. Почему я пишу свою жизнь, и почему я так сильно вас всех люблю. Жизнь иногда действительно хреновая, но я знаю, что Бен спокоен, и я надеюсь, что у него будет возможность посидеть и поговорить с моим отцом. Мы любим тебя, Бен. Навсегда. Спасибо тебе за то, что любишь меня. Для семьи Бена ты вырастила настоящего героя, он определенно мой. У тебя есть моя любовь».
В январе 2012 года Кади появился на двух песнях микстейпа Chip tha Ripper «Tell Ya Friends», «Ride 4 You», в котором также фигурировали движение Дальнего Востока и «Gloryus», которые приписывали дуэту, как они все вместе известны, The Almighty GloryUs. Это привело к предположениям о том, что долгожданный проект от этих двоих находится в стадии реализации. 31 января Кади объявил в своем Твиттере, что он завершил WZRD и что его следующий альбом был результатом совместных усилий с Chip Tha Ripper. В 2012 году Кади был показан в саундтреке к фильму «Голодные игры», создав оригинальную песню для фильма под названием «The Ruler and the Killer». Ссылаясь на «The Ruler and the Killer», Кади написал в своем Твиттере: «Я не смог бы этого сделать без моих партнеров-продюсеров по проекту фильма, легендарных и Благочестивых Ти Бона Бернетта и Грега Уэллса!»
Работая над дебютом группы с одноимённым названием, Кади утверждал, что у него почти пять месяцев был творческий кризис из-за его новой трезвости; чего с ним никогда не случалось в течение такого длительного периода времени. По словам Кади, группы, вдохновившие альбом, включают Electric Light Orchestra, Джими Хендрикса, Nirvana и Pink Floyd. Альбом включает песню под названием «Where Did You Sleep Last Night?», кавер-версию одноимённой песни группы Nirvana, которая, в свою очередь, была вдохновлена исполнением легендарной блюзовой гитары Lead Belly традиционной народной песни. После релиза WZRD 28 февраля 2012 года альбом дебютировал на 3-м месте в американском чарте Billboard 200 с продажами в первую неделю 66 000 физических и цифровых копий в Соединённых Штатах. Альбом также дебютировал в топе рок-альбомов и Топ-альтернативных альбомов под номером один и на 9-м месте в канадском чарте альбомов соответственно.

### 2012—2013: «Indicud» и уход из GOOD Music
В апреле 2012 года в Дженесео, штат Нью-Йорк, Кади выступил перед аншлаговой публикой и представил премьеру хип-хоп песни, своей первой с 2010 года. Во время своего сета он исполнил новую пластинку, предварительно озаглавленную «The Leader of the Delinquents», которую он исполнил а капелла. 25 апреля 2012 года Кади официально вернулся к рэпу с выпуском «Dennis, Hook Me Up with Some More of That Whiskey!». Эта песня, первая в истории, спродюсированная исключительно самим Кади, является образцом его песни 2010 года «Ghost!». В июне 2012 года Кади был замечен в музыкальном клипе «Mercy», ведущем сингле с альбома-сборника GOOD Music «Cruel Summer», в котором он вместе с другими артистами с лейбла GOOD Music, был показан. В конечном итоге Кади был показан в двух песнях из сборника «The Morning» и сольном треке, первоначально предназначавшемся для «Man on the Moon II» (2010), под названием «Creepers», спродюсированном Дэном Блэком.
Летом 2012 года Кади объявил название своего третьего студийного альбома «Indicud», когда написал в твиттере: «Мой новый альбом называется „indicud“, это будет моя версия „The Chronic 2001“, некоторые песни я спродюсирую». 8 июня 2012 года Кади объявил, что «Indicud» будет двухдисковым альбомом. 12 августа Кид Кади выпустил сингл с альбома «Indicud», песню под названием «Just What I Am», в которой участвовал его друг и давний соавтор King Chip (ранее Chip tha Ripper). Было объявлено, что альбом выйдет в начале 2013 года, и Кади сосредоточится на озвучивании фильмов, за которыми последует третья часть серии «Man on the Moon».
Затем Кади добавил, что в «Indicud» «будет больше аптемпо и что он будет состоять не более чем из 17 новых песен». Премьера музыкального клипа «Just What I Am», ознаменовавшего режиссёрский дебют Кади, состоялась 6 ноября 2012 года на канале VEVO и была снята в Лос-Анджелесе, где фанаты были приглашены принять участие в съемках клипа. 7 ноября он сообщил, что второй официальный сингл альбома называется «Immortal», и что он снова был спродюсирован им самим, как и два предыдущих релиза, «Just What I Am» и «King Wizard». Он утверждал, что песня «заставит вас почувствовать себя потрясающе в сердце и душе». Песня была официально выпущена через iTunes 14 марта 2013 года.
14 марта 2013 года Кид Куди выступил на секретном шоу MySpace South by Southwest (SXSW) в Остине, штат Техас, и после исполнения своих многочисленных хитов он просмотрел новый куплет из «Indicud». Он также сообщил, что в альбом войдут 18 треков, официально подтвердив, что ASAP Rocky и Майкл Болтон будут приглашены в качестве приглашенных гостей. 16 марта Кади объявил, что он опубликует трек-лист альбома и обложку 2 апреля. Три дня спустя Кид Кади объявил через Твиттер, что альбом официально завершен и передан его лейблу Universal Republic. 26 марта обложка и трек-лист альбома были представлены Walmart, а затем Complex. Позже в тот же день Кади появился в прямом эфире Джимми Киммела! и исполнил главные синглы альбома; «Just What I Am» и «Immortal», а также премьеру «Mad Solar», которую он исполнил а капелла.
2 апреля 2013 года Кид Кади объявил на радиостанции Power 106, что он больше не находится под влиянием GOOD Music Канье Уэста. Кади рассказал, что покинул лейбл в хороших отношениях, сказав, что Уэст уважает его решение и всегда будет «старшим братом». Решение Кади двигаться вперед без Уэста было его желанием сосредоточиться на своем собственном лейбле, Wicked Awesome Records и его друге, коллеге-рэпере King Chip. После того, как 9 апреля 2013 года в Сеть полностью просочился «Indicud», Кид Кади решил перенести дату выхода альбома на 16 апреля. Альбом дебютировал на 2-м месте в чартах, продав 140 000 копий.
В конце 2013 года Кид Кади отправился в тур в поддержку «Indicud» в рамках тура Cud Life 2013. Тур был объявлен 15 июля, а билеты поступят в продажу на следующий день. Актёрами поддержки в туре были коллеги-американские рэперы Big Sean, Tyler, The Creator и Logic.

### 2013—2014: «Satellite Flight: The Journey to Mother Moon»
Находясь в туре, 16 октября 2013 года Кид Кади объявил, что выпустит расширенный (EP) где-то в ближайшие три месяца. Кади также сообщил, что будет продюсировать его вместе с Dot da Genius и что частый соавтор King Chip появится на EP. Затем он назвал EP прелюдией к своему четвёртому альбому «Man on the Moon III», который, как он объявил, выйдет в 2015 году. 19 октября 2013 года Кади сообщил, что «Going to the Ceremony», песня, которую он выпустил на онлайн-платформе распространения аудио SoundCloud в начале июля, будет включена в EP. Кади также расскажет о ремиксе своего хитового сингла «Day 'n' Nite», который был кратко представлен во вступлении к его микстейпу 2008 года «A Kid Named Cudi», который также появится на EP.

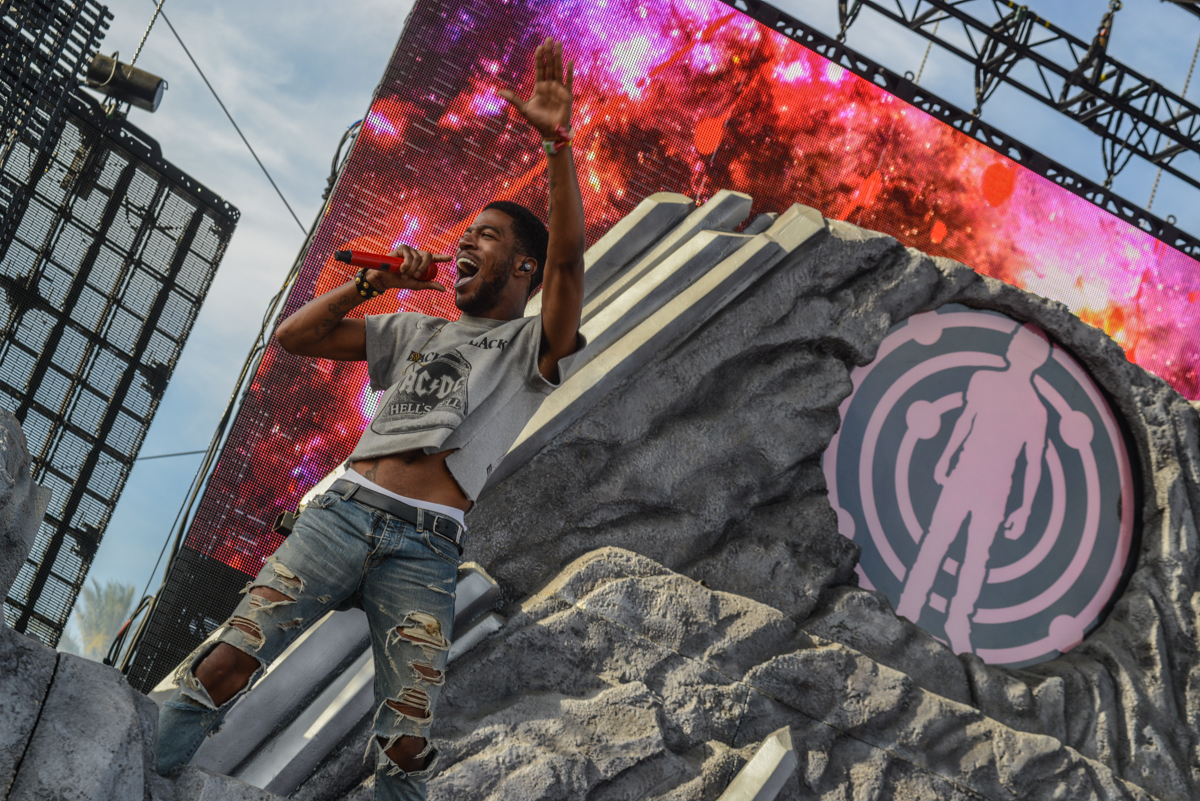
Кид Кади выступал на фестивале Coachella в апреле 2014 года

25 ноября 2013 года в своем Твиттере Кади раскрыл название EP «Satellite Flight: The Journey to Mother Moon». 16 декабря 2013 года Кид Кади снова использовал SoundCloud для выпуска «Satellite Flight», заглавного трека EP. 27 января 2014 года Кид Кади сообщил в Твиттере, что «Satellite Flight: Journey to Mother Moon» больше не будет EP, а вместо этого станет полноформатным альбомом. В феврале 2014 года в интервью MTV News Кади обсудил переход EP к полноценному альбому и назвал проект своей лучшей работой: «Я действительно взволнован, потому что это моя лучшая работа, и это сюрприз. Люди на самом деле не ожидали этого. Я никогда не записывал два альбома с разницей в год».
25 февраля 2014 года, с уведомлением всего за несколько часов от Кади, «Satellite Flight: The Journey to Mother Moon» было выпущено исключительно для цифровых ритейлеров. Альбом дебютировал на четвёртом месте в чарте Billboard 200 с продажами за первую неделю 87 000 цифровых копий в Соединённых Штатах. 4 марта 2014 года Кади появился на Челси в последнее время, где он дал интервью актрисе, номинированной на премию «Оскар» Габури Сидибе, для продвижения «Satellite Flight» и фильма 2014 года «Need for Speed: жажда скорости». 12 марта 2014 года Кади выпустил песню под названием «Hero» в сотрудничестве с американской певицей и автором песен Skylar Grey, записанную для саундтрека к фильму «Need for Speed». 15 марта 2014 года Кади появился на шоу Арсенио Холла, где он продвигал альбом, обсуждал состояние хип-хопа, мысли о самоубийстве, «Need for Speed» и исполнил песню «Internal Bleeding» из альбома.
В апреле 2014 года Кади появился на обложке первого номера журнала «Fat Man». 24 апреля 2014 года, будучи удостоенным звания защитника психического здоровья от Службы охраны психического здоровья Диди Хирш, в отеле «Беверли Хилтон» в Лос-Анджелесе, Кади выступил со специальным выступлением во время ежегодной премии «Erasing the Stigma» за лидерство. 2 мая 2014 года было объявлено, что Кади возглавит музыкальный фестиваль Северного побережья Чикаго вместе с рэпером Западного побережья Snoop Dogg. 11 мая 2014 года Кади сообщил, что будет писать и снимать короткометражный фильм для альбома «Satellite Flight» «Balmain Jeans»: «Разрабатываю короткометражный фильм для „Balmain Jeans“, рассказ о спонтанной электрической связи между двумя незнакомцами».

### 2015—2016: «Speedin' Bullet 2 Heaven»
В интервью в январе 2015 года на кинофестивале «Sundance» Кид Кади выразил возможность выпуска ещё одного альбома до выхода «Man on the Moon III»: «Я всегда сочиняю музыку. Прелесть в том, что у меня много материала. И я на самом деле думаю, что было бы неплохо выпустить что-нибудь тем временем, до того, как выйдет „Man on the Moon III“. Ещё один альбом Кид Кади, он просто похож на то, что я сделал с „Indicud“ или „Satellite Flight“, который является самостоятельной вещью, но всё ещё альбомом Кид Кади. Альбом „Man on the Moon III“ — это то, что займет некоторое время, но я знаю, что фанаты будут терпеливы, и я действительно ценю это, ребята, спасибо вам за ваше терпение. Но „Man on the Moon III“ скоро выйдет, возможно, до этого будет альбом, просто чтобы вас поддержать».
3 марта 2015 года Куди официально выпустил свою первую песню с тех пор, как его альбом «Satellite Flight» был выпущен на рынок. Песня, которая называется «Love», первоначально была записана для «Satellite Flight» и представляет собой семплы «Sunblocks» Ratata и была получена с положительными отзывами. 4 апреля 2015 года Кади объявил через Twitter, что выпустит новый альбом под названием «Speedin' Bullet 2 Heaven». 27 октября 2015 года Кади объявил, что новый альбом выйдет 4 декабря 2015 года. Он также слил две песни с проекта, «Wedding Tux» и «Judgemental Cunt». В ноябре 2015 года Кади объявил об Especial Tour, в котором рэпер выступит в различных театрах по всей территории Соединённых Штатов. 1 декабря 2015 года Куди объявил об отмене своего Especial Tour по разным причинам, таким как производственные и личные проблемы. Чтобы компенсировать перенос концертного тура, Кади выпустил заглавный трек альбома в качестве второго сингла.

### 2016—2018: «Passion, Pain & Demon Slayin'» и «Kids See Ghosts»
В марте 2016 года Кид Кади выступил на музыкальном фестивале McDowell Mountain в Финиксе, штат Аризона. В начале апреля 2016 года в интервью Billboard, когда его спросили о «Man on the Moon III», Кади ответил: «Я придумал „Man on the Moon“, когда был молодым человеком. Люди меняют свою атмосферу! Мы можем следовать тому же шаблону и сделать разделение на пять актов. Звучно, я всё ещё собираюсь быть там, где я есть. Честно говоря, я был готов выполнить свои обязательства и сделать „Man on the Moon III“. Я не валял дурака. Я планировал сделать это после „Speedin' Bullet“. Но „Speedin' Bullet“ разорвала меня на части. Это заставило меня понять, что самое важное. Я снова сажусь на велосипед и делаю то, что у меня получается лучше всего: я». 22 апреля 2016 года Кид Кади объявил, что выпустит новый студийный альбом, релиз которого намечен на лето.
11 мая 2016 года, на фоне слухов о том, что он собирается выпустить «Man on the Moon III», Кади раскрыл название своего шестого сольного альбома «Passion, Pain & Demon Slayin'» через онлайн-обмен мобильными видео и сервис социальных сетей Instagram. 1 июня 2016 года Кади объявил, что у него есть два предстоящих альбома. Один набор будет выпущен летом, в то время как другой выйдет осенью. Он добавил, что один из них был завершен. 26 сентября 2016 года Кид Кади обнародовал трек-лист для «Passion, Pain & Demon Slayin'» через Twitter, в котором были показаны гостевые места от Трэвиса Скотта, André 3000, Pharrell Williams и Willow Smith.
Хотя между ним и Канье Уэстом было расхождение, Уэст позже сделал предложение о мире, и песня с его участием и Кади впоследствии появилась в Интернете. Было объявлено, что «Passion, Pain & Demon Slayin'» будут выпущены впервые посредством цифровой дистрибуции 16 декабря 2016 года, а физический релиз состоится 23 декабря. Кади также поделился песней «Baptized in Fire», в которой фигурирует Трэвис Скотт (с которым Кади активно сотрудничал в 2016 году в фильме «Birds in the Trap Sing McKnight»). 1 марта 2017 года Кид Кади исполнил песню «Kitchen» со струнным оркестром в прямом эфире на Вечернем шоу с Джимми Фэллоном в главной роли. 15 августа 2017 года Кади объявил о национальном концертном туре под названием «Passion, Pain & Demon Slayin' Tour»; с первой датой 30 сентября в Филадельфии, штат Пенсильвания.
В 2018 году Кади и Канье Уэст создали дуэт, известный как "Kids See Ghosts, и выпустили альбом с тем же названием «Kids See Ghosts», который был выпущен 8 июня 2018 года. 23 октября 2018 года в ответ на сообщение фаната в Твиттере Кади сообщил, что начал работать над своим седьмым сольным альбомом. Хотя он сказал, что не торопится создавать свой будущий альбом, Кади планировал выпустить его в 2019 году.

### 2019 — настоящее время: «Man on the Moon III: The Chosen», «Entergalactic» и «Insane»
В июле 2019 года Кид Кади объявил, что его следующий альбом будет называться «Entergalactic», который, как он сообщил, будет саундтреком к предстоящему одноимённому мультсериалу Netflix для взрослой аудитории в жанре мюзикл, созданному им с Кенья Беррис.
24 апреля 2020 года Кади сотрудничал с Трэвисом Скоттом под коллективным названием The Scotts, чтобы выпустить песню под тем же названием «The Scotts». Было намекнуто, что дуэт будет выпускать больше музыки в будущем. Песня дебютировала на вершине чарта Billboard Hot 100, став первым хитом Кади номер один.
Позже, 24 апреля, Кади также сообщил, что он всё ещё работает над новой музыкой для будущего релиза WZRD, пошутив, что «мы берём десятилетний перерыв между альбомами». 9 июля 2020 года дочь Кади Вада объявила через социальные сети, что в ближайшую пятницу он выпустит песню с многократным лауреатом премии «Грэмми» Эминемом под названием «The Adventures of Moon Man & Slim Shady». Песня была выпущена 10 июля 2020 года и также имела успех как хит, так как дебютировала в топ-40 Billboard Hot 100.
26 октября Кади опубликовал тизерное видео в своём официальном аккаунте в Twitter для «Man on the Moon III», заключительной части его серии «Man on the Moon», после десятилетия между релизами. Название альбома и дата выхода не были сообщены вместе с видео, однако 7 декабря Кади объявил, что альбом будет называться «Man on the Moon III: The Chosen», с датой выхода 11 декабря 2020 года. Тема концептуального альбома следует за тем, как Кади преодолевает свою тьму, но борется за то, чтобы вернуть свою душу от своего альтер эго «Mr. Rager».
«Man on the Moon III: The Chosen», получил в основном положительные отзывы от музыкальных критиков, которые высоко оценили сочинение песен Кади и в целом одобрили два последних акта, хотя некоторые сочли его производным от более ранних альбомов Кади. Он дебютировал на втором месте в Billboard 200, заработав 144 000 единиц, эквивалентных альбому, из которых 15 000 были чистыми продажами, что стало пятым альбомом Кади в топ-10 в США.
Хотя мультсериал «Энтергалактик» изначально планировался к выпуску в 2020 году, он был отложен из-за того, что вместо этого Кади выпустил свой долгожданный альбом «Man on the Moon III». В январе 2021 года, когда фанат в Твиттере спросил, почему новая дата выхода «Энтергалактик» на Netflix указана в 2022 году, Кади ответил: «[Потому что] именно тогда он появится. Я только что дал вам всем альбом, вы все должны успокоиться и набраться терпения, чувак, я не буду выпускать альбом каждый год».
Кади был единственным музыкальным гостем в Saturday Night Live в апреле 2021 года, ранее он выступал вместе с Канье Уэстом и 070 Shake в «Ghost Town» в 2018 году. Он сыграл «Tequila Shots» и «Sad People» с обоими выступлениями в честь фронтмена Nirvana Курта Кобейна. «Sad People» продемонстрировали Кади в цветочном платье, разработанном Вирджилом Абло, в знак уважения к Кобейну.
В июне 2021 года Amazon пригласил Кид Кади на шоу Prime Day; музыкальное мероприятие из трех частей, в котором также участвовали Билли Айлиш и выступление H.E.R, включало миссию по созданию нового сообщества на Луне во время выступления с International Space Orchestra, новой группой, состоящей из ученых-космонавтов из NASA Ames Research Center, SETI Institute и Международного космического университета.
«A Man Named Scott», документальный фильм режиссёра Роберта Александера, был анонсирован в октябре 2021 года на Prime Video. Фильм был спродюсирован Mad Solar, Complex Networks и Film 45, релиз которого намечен на ноябрь 2021 года, и объявлен как обзор путешествия Кади «за творческих выборов, борьбы и прорывов».
Проект «Энтергалактик» для Netflix вышел 30 сентября 2022 года, но не в виде мультсериала, а в виде полнометражного мультфильма.
В эпизоде Hot Ones, вышедшем в октябре 2022 года, Кид Кади поделился мыслями о своей музыкальной карьере и возможном альтернативном пути. Он признался, что не знает, сколько ещё продлится его занятие музыкой, и намекнул на приближающийся конец своей связи с миром Кида Кади. В своих высказываниях он процитировал Snoop Dogg, Jay-Z, Eminem и других рэперов, сказав, что не ожидает такой же долговечности в своей карьере, как у этих артистов. 6 ноября Кид Кади объявил на своей странице в Твиттере, что у него остался всего один альбом в контракте с Republic Records. Он также уточнил, что этот альбом не будет выпущен в 2023 году, и пока не знает, чем он будет заниматься после его выхода.

8 марта 2023 года Кади вышел в прямой эфир в Instagram Live чтобы дать следующие комментарии по поводу материала, который позже войдет в «INSANO»:
"Я никогда раньше не создавал такой мощный проект в своей жизни. И знаешь, когда я сижу и слушаю эти миксы, я просто знаю, что это [...] переместит вас. Вы все будете сильно впечатлены этим [...], и я так чертовски взволнован. Я просто хочу сказать вам, что я не собираюсь вас подводить. Это будет альбом года прямо сейчас. Я не шучу, это не чертова шутка. Скажите об этом всем, кого вы знаете."
12 января 2024 года Кади выпустил свой девятый студийный альбом под названием «INSANO». При создании этого проекта участвовали и другие артисты, такие как  Travis Scott, ASAP Rocky, Lil Yachty, Young Thug, Lil Wayne и Pharrell Williams. Альбом получил положительные отзывы от критиков, которые подчеркнули позитивность звучания и текстов треков.

## Актёрская карьера

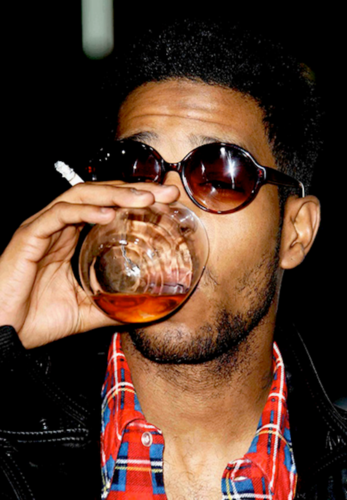
Кади на премьере «Голодных игр» в сентябре 2009 года

В 2010 году Кид Кади появился в качестве гостя в американской телевизионной драме «Холм одного дерева», сыграв в главной роли самого себя и исполнив свой сингл «Man on the Moon II» «Erase Me» во время эпизода. В 2010 году Кид Кади также начал сниматься в комедийном сериале HBO «How to Make It in America» в составе основного актёрского состава, которому приписывают его имя при рождении Скотт Мескуди, до его отмены после двух сезонов. 31 октября 2010 года Кид Кади выпустил короткометражный фильм режиссёра Шайи Лабафа, в котором он и его коллега американский рэпер Cage снялись в роли франкоязычных серийных убийц. Короткометражный фильм под названием «Маньяк» был вдохновлен одноимённой песней Кади из его альбома 2010 года «Man on the Moon II» и является данью уважения бельгийской чёрной комедии 1992 года «Человек кусает собаку». В мае 2012 года на Каннском кинофестивале состоялась премьера короткометражного фильма Канье Уэста «Жестокое лето», который он снял. По данным MTV, Кид Кади — главный герой, играющий «угонщика автомобилей, который влюбляется в слепую арабскую принцессу». Фильм демонстрировался на семи разных экранах, которые включались и выключались, давая различные ракурсы каждого снимка.
В октябре 2012 года было объявлено, что Кади снимется в инди-романтической комедии под названием «Любовь с первого взгляда» вместе с Анали Типтон и Майлзом Теллером. Также в 2012 году стало известно, что Кади снимется в инди-триллере под названием «Такома» вместе с Патришей Кларксон. В 2013 году Кади озвучил персонажа по имени Девон в анимационном сериале «Шоу Кливленда» в эпизоде 4 сезона «Брауны». В 2013 году он также снялся в комедийном сериале FOX «Бруклин 9-9», где сыграл преступника по имени Дастин Уитмен. В 2013 году стало известно, что Кади будет сниматься в фильме «Прощай, мир» вместе с Адрианом Гренье.
В январе 2013 года Кади присоединился к актёрскому составу фильма «Need for Speed: Жажда скорости», экранизации одноимённой видеоигры, премьера которого состоялась в марте 2014 года. В июне 2013 года стало известно, что Кади появится в фильме Марка Уэббера «С тех пор» вместе с Терезой Палмер и Мелиссой Лео. 10 ноября 2014 года Кади снялся в американском телесериале CBS «Скорпион» в роли Пейтона Темпла, музыкального вундеркинда, создавшего спорный алгоритм, который генерирует идеальную популярную песню, которая позже помогает Скорпиону расследовать убийство его друга, который был блогером музыкальной индустрии. В феврале 2014 года было объявлено, что Кади появится в фильме «Антураж» (2015), экранизации популярного одноимённого сериала HBO.
11 апреля 2014 года было объявлено, что Кади снимется в фильме под названием «Джеймс Уайт» вместе с Кристофером Эбботтом и Синтией Никсон. В дополнение к главной роли в фильме, выяснилось, что Кади также будет курировать музыку фильма. В январе 2015 года Кади рассказал, что сыграл гомосексуалиста в фильме: «Это было совсем не похоже на все, что я когда-либо делал. Это было круто — сделать это. Я чувствовал, что на мне лежит ответственность за то, чтобы представить другой образ жизни, отличный от того мира». Хотя сексуальность его персонажа внешне не обсуждается во время фильма, оригинальный сценарий включал сцену каминг-аута и поцелуй между Кади и его парнем, которого сыграл Дэвид Колл: «Я не дрогнул. Я в безопасности со своим», — сказал Кади аудитории после премьеры фильма. «Я артист — всё дело в том, чтобы играть персонажей, которые интригуют и стимулируют».
Также в январе 2015 года Кади сообщил, что он только что закончил съемки фильма под названием «Винсент и Рокси» вместе с Зои Кравиц и Эмилем Хиршем. Играя в «Винсент и Рокси», Кади сказал: «Этот фильм, который у меня скоро выйдет, — моя первая роль злодея. Это очень жестоко и очень тревожно […] Я играю как наркобарон». Кади взял на себя обязанности микрофона для Реджи Уоттса в телесериале IFC «Комедийный взрыв! Бах!». 10 июля 2015 года. Будучи штатным диск-жокеем, Кади создал оригинальную музыку для шоу и появился в нескольких сценках в течение четвёртого сезона.
В июле 2016 года было объявлено, что Кади присоединится к актёрскому составу сериала FOX «Империя», дебютировав в третьем сезоне сериала как «независимый музыкант, который является соперником Хакима (Брайшир „Язз“ Грей) как в студии, так и в жизни». Позже Кади покинул проект из-за творческих разногласий. В 2017 году Кади снялся в комедийном фильме «Убить Хассельхоффа».
В 2019 году у Кади были небольшие роли в фильмах «Родители лёгкого поведения» режиссёра Фреда Вулфа и «Окей, Лекси!» режиссёров Джона Лукаса и Скотта Мура, последнего из которых он сыграл сам. В 2020 году он снялся в фильме «Билл и Тед снова в деле» режиссёра Дина Паризо, вместе с Киану Ривзом и Алекса Уинтера. В 2020 году Кади также снялся в «Мы те, кто мы есть», восьмисерийном мини-сериале для канала HBO режиссёра Луки Гуаданьино.
В начале 2021 года Кид Кади появился в фильме «Трафик» режиссёра Николаса Джареки. В январе 2021 года Кади сообщил, что он потенциально будет сотрудничать с телевизионным продюсером и коллегой — американским рэпером 50 Cent для предстоящего сериала. Кади также появляется в фильме «Не смотрите наверх». 19 мая 2021 года стало известно, что Кади присоединится к актёрскому составу предстоящего научно-фантастического фильма Disney «Кратер», который будет выпущен исключительно на потоковом сервисе Disney+.

## Дискография
Студийные альбомы
- Man on the Moon: The End of Day (2009)
- Man on the Moon II: The Legend of Mr. Rager (2010)
- Indicud (2013)
- Satellite Flight: The Journey To Mother Moon (2014)
- Speedin Bullet 2 Heaven (2015)
- Passion, Pain & Demon Slayin' (2016)
- Man on the Moon III: The Chosen (2020)
- Entergalactic (2022)
- Insano (2024)
- Insano (Nitro Mega) (2024)
- Free (2025)

Совместные альбомы
- Kids See Ghosts (совместно с Kanye West в составе рэп-дуэта Kids See Ghosts) (2018)

Микстейпы
- A Kid Named Cudi

Компиляционные альбомы
- WZRD with Dot Da Genius (2012)
- Cruel Summer with G.O.O.D. Music (2012)

## Фильмография
| Год       |     | Русское название               | Оригинальное название     | Роль                   |
| --------- | --- | ------------------------------ | ------------------------- | ---------------------- |
| 2010—2011 | с   | Как преуспеть в Америке        | How to Make It in America | Доминго Браун          |
| 2011      | кор | Маньяк                         | Maniac                    | играет себя            |
| 2012      | кор | Жестокое лето                  | Cruel Summer              | Рафи                   |
| 2013      | мс  | Шоу Кливленда                  | The Cleveland Show        | Девон                  |
| 2013      | ф   | Прощай, мир                    | Goodbye World             | Лев                    |
| 2013      | с   | Бруклин 9-9                    | Brooklyn Nine-Nine        | Дастин Уитман          |
| 2014      | ф   | Need for Speed: Жажда скорости | Need for Speed            | Бенни                  |
| 2014      | ф   | Секс на две ночи               | Two Night Stand           | Седрик                 |
| 2014      | ф   | С тех пор                      | The Ever After            | Скотт                  |
| 2015      | ф   | Антураж                        | Entourage                 | ассистент Ари Голда    |
| 2019      | ф   | Окей, Лекси!                   | Jexi                      | играет себя            |
| 2020      | ф   | Билл и Тед                     | Bill & Ted Face the Music | играет себя            |
| 2020      | с   | Мы те, кто мы есть             | We Are Who We Are         | Ричард Пойтресс        |
| 2021      | ф   | Трафик                         | Crisis                    | Бен Уолкер             |
| 2021      | ф   | Не смотрите наверх             | Don’t Look Up             | диджей Челло           |
| 2022      | ф   | X                              | X                         | Джексон Хоул           |
| 2022      | мф  | Энтергалактик                  | Entergalactic             | Джабари                |
| 2023      | ф   | Домашняя вечеринка             | House Party               | играет себя            |
| 2023      | ф   | Кратер                         | Crater                    | Майкл                  |
| 2023      | ф   | Немая ярость                   | Silent Night              | Детектив Деннис Вассел |

## Награды и номинации
BET Awards 

| Год  | Номинация | Премия                        | Результат   |
| ---- | --------- | ----------------------------- | ----------- |
| 2009 | KiD CuDi  | BET Award for Best New Artist | Номинирован |

Beatport Music Awards
| Год  | Номинация                       | Премия                                                      | Результаты |
| ---- | ------------------------------- | ----------------------------------------------------------- | ---------- |
| 2009 | «Day 'n' Nite» (Crookers Remix) | Beatport Music Awards for Best Indie Dance / Nu Disco track | Победил    |

MTV Video Music Awards
| Год  | Номинация      | Премия                                    | Результат   |
| ---- | -------------- | ----------------------------------------- | ----------- |
| 2009 | «Day 'n' Nite» | MTV Video Music Award for Best New Artist | Номинирован |

Urban Music Awards
| Год  | Номинация      | Премия                                   | Результат   |
| ---- | -------------- | ---------------------------------------- | ----------- |
| 2009 | «Day 'n' Nite» | Urban Music Award for Best Single 2009   | Победил     |
| 2009 | KiD CuDi       | Urban Music Award for Best Male Act 2009 | Номинирован |

BET Hip Hop Awards
| Год  | Номинация    | Премия                                     | Результат   |
| ---- | ------------ | ------------------------------------------ | ----------- |
| 2009 | Day 'n' Nite | BET Hip Hop Award for Track of the Year    | Номинирован |
| 2009 | KiD CuDi     | BET Hip Hop Award for Rookie of the Year   | Номинирован |
| 2009 | Day 'n' Nite | BET Hip Hop Award for Best Hip Hop Video   | Номинирован |
| 2009 | KiD CuDi     | BET Hip Hop Award for Made-You-Look        | Номинирован |
| 2009 | KiD CuDi     | BET Hip Hop Award for People’s Champ Award | Номинирован |